# 孟讓
孟讓（？—？），隋末齐郡(今山东济南)人，农民起义首领。
大业九年（613年）率農民起義，並與王薄聯合占有长白山(在山东邹平南)。因屢次敗於隋將張須陀，領兵南下轉戰於江淮一帶。614年占盱眙為根據地，手下部眾發展至十餘萬人，以都梁山为根据地。後分兵南攻意圖擴大戰果，卻敗在隋將王世充手裡，兵力崩散，孟讓只好北走依附瓦崗军的李密，任總管，封齊郡公。
617年作為瓦崗軍將領在攻打洛陽時，攻破外廊、燒豐都，並與裴仁基率領兩萬兵馬攻克回洛倉、燒天津橋，後因入都城掠奪居民時大意反被隋军乘機反攻，孟讓戰敗北逃，此後生平不詳。